# Theridion obscuratum
Theridion obscuratum là một loài nhện trong họ Theridiidae.
Loài này thuộc chi Theridion. Theridion obscuratum được Chuandian Zhu miêu tả năm 1998.